# Bedford (stacja kolejowa)
Bedford – stacja kolejowa w Bedford, w Anglii. Stacja ma 3 perony,  obsługuje rocznie ok. 2 324 364 pasażerów (dane za rok 2021/2022). Przewoźnikiem administrującym stacją jest Thameslink.

## Połączenia
- First Capital Connect
  - Brighton przez St Albans i Londyn St Pancras
- East Midlands Trains
  - Londyn St Pancras
  - Nottingham przez Leicester
  - Corby
  - Kursy pociągów z/do Sheffield przez Leicester i Derby nie zatrzymują się w Bedford. Przesiadka na pociągi do Sheffield może być dokonana na stacjach St Pancras International i Leicester
- London Midland
  - Bletchley[3]